# Tam Lập (Cao Đài)
Tam lập là ba cách thức lập công với Thượng đế của tín đồ Cao Đài, gồm lập công – dùng công sức của bản thân để đóng góp vào sự nghiệp đạo, lập đức – dùng của cải hoặc tài chính của bản thân mình để đóng góp cho đạo – và lập ngôn – dùng các hình thức ngôn ngữ hoặc văn tự để phổ biến đạo ra công chúng.